# Сатурн (премия, 1981)
8-я церемония вручения наград премии «Сатурн» за заслуги в области фантастики, фэнтези и фильмов ужасов за 1980 год состоялась в 1981 году в США.

## Лауреаты и номинанты
Лауреаты указаны первыми, выделены жирным шрифтом и  отдельным цветом. 

### Основные категории
| Категория                                            | Лауреаты и номинанты                                                                                       | Лауреаты и номинанты                                                                                       |
| ---------------------------------------------------- | --- | --- |
| Лучший научно-фантастический фильм                   | • Звёздные войны. Эпизод V: Империя наносит ответный удар / Star Wars: Episode V - The Empire Strikes Back | • Звёздные войны. Эпизод V: Империя наносит ответный удар / Star Wars: Episode V - The Empire Strikes Back |
| Лучший научно-фантастический фильм                   | • Другие ипостаси / Altered States                                                                         | |
| Лучший научно-фантастический фильм                   | • Битва за пределами звёзд / Battle Beyond the Stars                                                       | |
| Лучший научно-фантастический фильм                   | • Последний отсчёт / The Final Countdown                                                                   | |
| Лучший научно-фантастический фильм                   | • Флэш Гордон / Flash Gordon                                                                               | |
| Лучший фильм-фэнтези                                 | • Где-то во времени / Somewhere in Time                                                                    | • Где-то во времени / Somewhere in Time                                                                    |
| Лучший фильм-фэнтези                                 | • Голубая лагуна / The Blue Lagoon                                                                         | |
| Лучший фильм-фэнтези                                 | • Девятая конфигурация / The Ninth Configuration                                                           | |
| Лучший фильм-фэнтези                                 | • О, Боже! Книга 2 / Oh, God! Book II                                                                      | |
| Лучший фильм-фэнтези                                 | • Попай / Popeye                                                                                           | |
| Лучший фильм ужасов                                  | • Вой / The Howling                                                                                        | • Вой / The Howling                                                                                        |
| Лучший фильм ужасов                                  | • Бритва / Dressed to Kill                                                                                 | |
| Лучший фильм ужасов                                  | • Уход в чёрное / Fade to Black                                                                            | |
| Лучший фильм ужасов                                  | • Туман / The Fog                                                                                          | |
| Лучший фильм ужасов                                  | • Сияние / The Shining                                                                                     | |
| Лучший международный фильм (Best International Film) | • Сканнеры / Scanners ( Канада)                                                                            | • Сканнеры / Scanners ( Канада)                                                                            |
| Лучший международный фильм (Best International Film) | • Поезд террора / Terror Train ( Канада, США)                                                              | |
| Лучший международный фильм (Best International Film) | • Арлекин / Harlequin ( Австралия)                                                                         | |
| Лучший международный фильм (Best International Film) | • Люпен III: Замок Калиостро / ルパン三世 カリオストロの城 ( Япония)                                       | |
| Лучший международный фильм (Best International Film) | • Перебежчик / The Changeling ( Канада)                                                                    | |
| Лучший малобюджетный фильм (Best Low-Budget Film)    | • Напуганные до смерти / Scared to Death                                                                   | • Напуганные до смерти / Scared to Death                                                                   |
| Лучший малобюджетный фильм (Best Low-Budget Film)    | • Запретная зона / Forbidden Zone                                                                          | |
| Лучший малобюджетный фильм (Best Low-Budget Film)    | • Эксперименты над людьми / Human Experiments                                                              | |
| Лучший малобюджетный фильм (Best Low-Budget Film)    | • Маньяк / Maniac                                                                                          | |
| Лучший малобюджетный фильм (Best Low-Budget Film)    | • Ангел мщения / Ms. 45 / Angel of Vengeance                                                               | |
| Лучший актёр                                         | | • Марк Хэмилл — «Звёздные войны. Эпизод V: Империя наносит ответный удар» (за роль Люка Скайуокера)        |
| Лучший актёр                                         | • Кристофер Рив — «Где-то во времени» (за роль Ричарда Кольера)                                            | |
| Лучший актёр                                         | • Деннис Кристофер — «Уход в чёрное» (за роль Эрика Бинфорда)                                              | |
| Лучший актёр                                         | • Кирк Дуглас — «Последний отсчёт» (за роль капитана Мэттью Йелланда)                                      | |
| Лучший актёр                                         | • Алан Аркин — «Саймон» (за роль профессора Саймона Мендельсона)                                           | |
| Лучшая актриса                                       | | • Энджи Дикинсон — «Бритва» (за роль Кейт Миллер)                                                          |
| Лучшая актриса                                       | • Джейми Ли Кёртис — «Поезд террора» (за роль Алейны Максвелл)                                             | |
| Лучшая актриса                                       | • Луанна Сирота — «О, Боже! Книга 2» (за роль Трейси Ричардс)                                              | |
| Лучшая актриса                                       | • Джейн Сеймур — «Где-то во времени» (за роль Элиз МакКенны)                                               | |
| Лучшая актриса                                       | • Эллен Бёрстин — «Воскрешение» (за роль Эдны Мэй МакКолей)                                                | |
| Лучший актёр второго плана                           | | • Скэтмэн Кротерс — «Сияние» (за роль Дика Халлоранна)                                                     |
| Лучший актёр второго плана                           | • Макс фон Сюдов — «Флэш Гордон» (за роль императора Минга Беспощадного)                                   | |
| Лучший актёр второго плана                           | • Мартин Гейбел — «Первый смертный грех» (за роль Кристофера Лэнгли)                                       | |
| Лучший актёр второго плана                           | • Мелвин Дуглас — «Перебежчик» (за роль сенатора Джозефа Кармайкла)                                        | |
| Лучший актёр второго плана                           | • Билли Ди Уильямс — «Звёздные войны. Эпизод V: Империя наносит ответный удар» (за роль Лэндо Калриссиана) | |
| Лучшая актриса второго плана                         | | • Ева Брент — «Уход в чёрное» (за роль Стеллы Бинфорд)                                                     |
| Лучшая актриса второго плана                         | • Нэнси Парсонс — «Адский мотель» (за роль Иды Смит)                                                       | |
| Лучшая актриса второго плана                         | • Ева Ле Жалльен — «Воскрешение» (за роль бабушки Пирл)                                                    | |
| Лучшая актриса второго плана                         | • Стефани Цимбалист — «Воскрешение из мёртвых» (за роль Маргарет Корбек)                                   | |
| Лучшая актриса второго плана                         | • Линда Керридж — «Уход в чёрное» (за роль Мэрилин О’Коннор)                                               | |
| Лучшая режиссура                                     | | • Ирвин Кершнер за фильм «Звёздные войны. Эпизод V: Империя наносит ответный удар»                         |
| Лучшая режиссура                                     | • Стэнли Кубрик — «Сияние»                                                                                 | |
| Лучшая режиссура                                     | • Кен Расселл — «Другие ипостаси»                                                                          | |
| Лучшая режиссура                                     | • Брайан Де Пальма — «Бритва»                                                                              | |
| Лучшая режиссура                                     | • Вернон Зиммерман — «Уход в чёрное»                                                                       | |
| Лучший сценарий                                      | | • Уильям Питер Блэтти — «Девятая конфигурация»                                                             |
| Лучший сценарий                                      | • Пэдди Чаефски — «Другие ипостаси»                                                                        | |
| Лучший сценарий                                      | • Льюис Джон Карлино — «Воскрешение»                                                                       | |
| Лучший сценарий                                      | • Джон Сейлз — «Аллигатор»                                                                                 | |
| Лучший сценарий                                      | • Ли Брэкетт и Лоуренс Кэздан — «Звёздные войны. Эпизод V: Империя наносит ответный удар»                  | |
| Лучшая музыка                                        | | • Джон Барри за музыку к фильму «Где-то во времени»                                                        |
| Лучшая музыка                                        | • Пино Донаджио — «Бритва»                                                                                 | |
| Лучшая музыка                                        | • Бела Барток — «Сияние»                                                                                   | |
| Лучшая музыка                                        | • Джон Уильямс — «Звёздные войны. Эпизод V: Империя наносит ответный удар»                                 | |
| Лучшая музыка                                        | • Морис Жарр — «Воскрешение»                                                                               | |
| Лучшие костюмы                                       | • Жан-Пьерр Дорлеак — «Где-то во времени»                                                                  | • Жан-Пьерр Дорлеак — «Где-то во времени»                                                                  |
| Лучшие костюмы                                       | • Дорис Линн — «Уход в чёрное»                                                                             | |
| Лучшие костюмы                                       | • Джон Молло — «Звёздные войны. Эпизод V: Империя наносит ответный удар»                                   | |
| Лучшие костюмы                                       | • Данило Донати — «Флэш Гордон»                                                                            | |
| Лучшие костюмы                                       | • Дуринда Вуд — «Битва за пределами звёзд»                                                                 | |
| Лучший грим                                          | • Дик Смит — «Другие ипостаси»                                                                             | • Дик Смит — «Другие ипостаси»                                                                             |
| Лучший грим                                          | • Дик Смит — «Сканнеры»                                                                                    | |
| Лучший грим                                          | • Сью Дольф, Стив Нил, Рик Стрэттон — «Битва за пределами звёзд»                                           | |
| Лучший грим                                          | • Роб Боттин и Рик Бейкер — «Вой»                                                                          | |
| Лучший грим                                          | • Джанетто Де Росси — «Зомби 2»                                                                            | |
| Лучшие спецэффекты                                   | Ричард Эдланд                                                                                              | • Брайан Джонсон, Ричард Эдланд — «Звёздные войны. Эпизод V: Империя наносит ответный удар»                |
| Лучшие спецэффекты                                   | Ричард Эдланд                                                                                              | • Чак Комиски — «Битва за пределами звёзд»                                                                 |
| Лучшие спецэффекты                                   | Ричард Эдланд                                                                                              | • Ричард Албейн, Томми Ли Уоллес, Джеймс Ф. Лайлс — «Туман»                                                |
| Лучшие спецэффекты                                   | Ричард Эдланд                                                                                              | • Дэйв Аллен, Питер Куран — «Вой»                                                                          |
| Лучшие спецэффекты                                   | Ричард Эдланд                                                                                              | • Гэри Зеллер — «Сканнеры»                                                                                 |

### Специальные награды
| Награда                                                                                            | Лауреаты                                     | Лауреаты              |
| -------------------------------------------------------------------------------------------------- | -------------------------------------------- | --------------------- |
| Золотой Свиток за заслуги (Выдающиеся достижения) Golden Scroll of Merit (Outstanding Achievement) | • Сибил Даннинг — «Битва за пределами звёзд» | Сибил Дэннинг         |
| Награда за выдающийся фильм (Outstanding Film Award)                                               | • Арлекин / Harlequin                        | • Арлекин / Harlequin |
| Лучшая новая звезда (Best New Star Award)                                                          | • Сэм Дж. Джонс                              |                       |
| Награда за достижения в карьере (Life Career Award)                                                | • Джон Агар                                  | Джон Агар             |
| Executive Achievement Award                                                                        | • Чарльз Коач                                | • Чарльз Коач         |
| Service Award                                                                                      | • Натали Харрис                              | • Натали Харрис       |